# غفلة
الغفلة أو السذاجة أو عدم الفطنة و قلة التمييز ، وهي سَهْو يعترِي الإنسان من قلة التّحفّظ والتيقظ . ورد مصطلح الغفلة بصيغه في القرآن الكريم ٣٥ مرة .

## تعريف الغفلة

### لغة
مصدر غَفَلَ وتعريفه لغةً السذاجة أو عدم الفطنة وقلة التمييز وهو مصطلح عربي يعني الإهمال واللامبالاة، يُدعى صاحب الغفلة بالغافل، وعرف الراغب الأصفهاني الغفلة بأنها سَهْو يعترِي الإنسان من قلة التّحفّظ والتيقظ، وفي الإسلام، يكون الغافل بمن لهى أو أهمل عن أمور الدين.

### اصطلاحًا
قيل: متابعة النفس على ما تشتهيه.
وقيل: إبطال الوقت بالبطالة.
وقيل الغفلة عن الشيء: هي أن لا يخطر ذلك بباله.

## أقسام الغفلة
يمكن تقسيم الغفلة حسب نية الغافل إلى :

### غفلة مقصودة
وهي التي تحصل عن تعمد و إعراض و تشاغل .قال ابن عاشور : والغفلة انصراف العقل والذهن عن تذكر شيء بقصد أو بغير قصد، وأكثر استعماله في القرآن فيما كان عن قصد بإعراض وتشاغل، والمذموم منها ما كان عن قصد، وهو مناط التكليف والمؤاخذة، فأما الغفلة عن غير قصد فلا مؤاخذة عليها.

### غفلة غير مقصودة
وهي التي يحصل منها القصور والزلل من غير تعمد، فلا مؤاخذة عليها، وهي المقصود من قول علماء أصول الفقه: يمتنع تكليف الغافل.

## من علامات الغفلة
1. التكاسل عن الطاعات
2. استصغار المحرمات
3. ألف المعصية ومحبتها
4. تضييع الوقت[4]
5. الغفلة عن المهمات والأولويات.
6. الغفلة عن الدار الآخرة والاستعداد لها.
7. الاستخفاف بأوامر الله ورسوله.
8. الانشغال بالألعاب والرياضات.
9. التقليد الأعمى للكفار.

## أسباب الغفلة
يرى بعض الباحثين أن أسباب الغفلة ترجع إلى عدة أسباب من أبرزها أثراً :
1. الجهل بالله
2. المعاصي من أعظم أسباب الغفلة
3. الإعراض واتباع الهوى
4. صحبة الغافلين
5. ترك صلاة الجمعة أو التهاون بها
6. ترك صلاة الجماعة
7. طول الأمل
8. كثرة الضحك
9. كثرة الكلام في غير ذكر الله تعالى.[4]